# Human: Fall Flat
Human: Fall Flat és un joc de plataformes dissenyat per Tomas Sakalauskas i publicat per Curve Digital. Va ser inicialment fet per a Microsoft Windows, Linux, i MacOS en juliol de 2016, i després per a PlayStation 4, PlayStation 5, Xbox One, Xbox Series X/S, Nintendo Switch, Google Stadia, i iOS i Android en els següents anys.
L'objectiu del videojoc és resoldre els diferents nivells que el componen. Té una mecànica de puzles, i cada escenari consta de diversos reptes, paranys i trencaclosques que, mitjançant els moviments del personatge, s'han d'anar superant. Si s'aconsegueix, el jugador passa al següent escenari, amb una ambientació i obstacles diferents.

## Mode de joc
Human: Fall Flat és un joc de trencaclosques de física en què els jugadors encarnen un humà personalitzable, al qual en el joc es fa referència com a Bob. Es diu que en Bob no té habilitats sobrehumanes; és purament humà. Els jugadors poden fer que agafi objectes fent servir ambdós braços i superi obstacles saltant i escalant, agafant-se a lleixades, utilitzant mecanismes i molt més.
Tot i que l'aparença estàndard d'en Bob és un ésser humà completament blanc, minimalista, amb una gorra de beisbol i sense cap tret distintiu, els jugadors poden personalitzar-lo al seu gust, pintant el seu cos en una gamma de colors diversos i vestint-lo amb una varietat de disfresses.
El joc és obert; cada nivell té un tema diferent i cadascun conté múltiples solucions per als seus trencaclosques únics. Als primers nivells del joc es poden trobar diversos comandaments a distància que brinden pistes als jugadors per aprendre els controls bàsics. En nivells posteriors, aquests comandaments apareixen com a última instància, per ajudar els jugadors a resoldre els trencaclosques si no saben com continuar. El jugador controla en Bob aconseguint passar els puzles per mitjà d'utilitzar els diferents mecanismes que hi ha en els mapes i intentar descobrir la manera d'avançar; tot això sense cap pista o suggeriment (tret dels comandaments que apareixen si el jugador té moltes dificultats per trobar la solució). El joc consta d'un mode multijugador en el qual poden participar fins a vuit jugadors, on aquests hauran de cooperar per superar els obstacles i passar de nivell.

## Desenvolupament
Human: Fall Flat va ser creat per Tomas Sakalauskas. El 2012, Sakalauskas va abandonar el seu treball en IT per provar de desenvolupar videojocs. Inicialment, Sakalauskas es va concentrar en fer jocs per a dispositius mòbils, tot i que es va quedar sense diners a mig desenvolupament. Això, combinat amb el fet que també es qüestionava l'ètica del model freemium de la majoria dels jocs mòbils, el va portar a canviar el desenvolupament cap a un joc de PC. Sakalauskas ha declarat que Human: Fall Flat va ser la seva "última oportunitat de crear un joc".
El joc va començar com un prototip de la càmera de detecció de moviment RealSense d'Intel; tot i això, Sakalauskas es va adonar posteriorment que el joc funcionaria millor amb el control tradicional i es va allunyar del dispositiu. Sakalauskas es va proposar fer el videojoc com un joc de trencaclosques similar a Limbo o Portal, però, quan va provar el joc amb el seu fill, va assenyalar que "va fer tot el possible per no resoldre els trencaclosques", sinó que només es va divertir amb l'estrambòtic motor de física. Això va fer que Sakalauskas canviés el seu enfocament i fes que els trencaclosques "no fossin realment hermètics". Inicialment, el joc era només per a un jugador; tot i això, Sakalauskas va rebre diverses sol·licituds per a un mode multijugador, però ell va sentir que la física involucrada faria impossible el joc en línia. No obstant això, eventualment va formar una solució utilitzant tecnologia de Nvidia, i l'octubre del 2017, es va agregar una funció multijugador en línia, que permet que fins a vuit persones juguin en línia o per LAN.
El joc es va llançar com a prototip en Itch.io, i posteriorment molts destacats streamers van començar a promocionar-lo, cosa que va portar Sakalauskas a llançar una versió a Steam nou mesos després. PlayStation 4 i Xbox One versions van seguir el maig del 2017, amb una versió de Nintendo Switch al desembre. El 26 de juny de 2019 es va llançar un port per a plataformes mòbils de Code glue i 505 Games compatible amb iOS i Android. A Stadia suportat per Lab42 llançat l'1 d'octubre de 2020, seguit de les versions Xbox Series X/S i PlayStation 5 l'any següent.

## Nivells
Els nivells de Human: Fall Flat consisteixen en diversos escenaris amb temàtiques diferents. S'han de superar els obstacles i resoldre els trencaclosques per poder completar el nivell i poder passar-ne al següent. A mesura que es va avançant, els nivells són cada vegada més llargs i contenen més reptes per superar i trencaclosques més complexos. Dins del joc, els nivells són coneguts com a "somnis".
Hi trobem dues categories: els somnis "normals" i els somnis extra. Els primers són dissenyats pels desenvolupadors del joc, mentre que els últims han sigut creats per membres de la comunitat de jugadors. Cada any s'organitza un esdeveniment anomenat Human Fall Flat Workshop Competition, en el qual els jugadors presenten nivells que ells mateixos han creat seguint unes temàtiques proposades pels desenvolupadors. Els creadors del joc seleccionen els 4 millors nivells entre tots els creats com a guanyadors, i aquests s'incorporen a la llista de somnis extra. Els creadors dels nivells guanyadors també reben $10,000 USD.
A continuació es troba una llista de tots els nivells que hi ha actualment (1/12/2024) al joc, amb el títol original en anglès del nivell entre parèntesis. Cal destacar que no tots els nivells han sigut llençats per a totes les plataformes: els nivells de la llista amb el símbol * no es troben a la versió de consoles, mentre que els que estan marcats amb el símbol ^ encara no han sigut llençats per a dispositius mòbils.

### Somnis base
1. Mansió (Mansion)
2. Tren (Train)
3. "Portar" (Carry)
4. Muntanya (Mountain)
5. Demolició (Demolition)
6. Castell (Castle)
7. Aigua (Water)
8. Central Elèctrica (Power Plant)
9. Asteca (Aztec)
10. Foscor (Dark)
11. Vapor (Steam)
12. Gel (Ice)
13. Repetició (Reprise) ^

### Somnis extra
1. Termal (Thermal)
2. Fàbrica (Factory)
3. Golf (Golf)
4. Ciutat (City)
5. Bosc (Forest)
6. Laboratori (Laboratory)
7. Fusta (Lumber)
8. Roca Vermella (Red Rock)
9. Torre (Tower)
10. Miniatura (Miniature)
11. Món de Coure (Copper World) ^
12. Port (Port)
13. Sota l'aigua (Underwater)
14. Astillera (Dockyard)
15. Museu (Museum) * ^
16. Caminada (Hike) * ^

## Valoraciones
Human: Fall Flat va rebre crítiques "mixtes o mitjanes", segons l'agregador de ressenyes Metacritic. Dan Stapleton de IGN va recomanar el joc per veure'l en lloc de jugar-lo, elogiant els estrambòtics controls, les animacions humorístiques i la personalització dels personatges. Zack Furniss de Destructoid va gaudir de la rejugabilitat dels nivells i va elogiar les múltiples solucions que proporciona cada trencaclosques.
El febrer del 2018, més de 2 milions de còpies del joc havien estat venudes entre totes les plataformes. D'acord amb Curve, les vendes del joc es van impulsar amb la incorporació del mode multijugador en línia a finals del 2017. A principis de gener de 2018, el joc havia venut més d'1 milió d'unitats en la versió de Windows, però en un mes havia vist 700.000 vendes addicionals. Per al juny del 2018, el joc va aconseguir més de 4 milions de vendes a totes les plataformes.
Human: Fall Flat va ser el primer videojoc llençat per Super Rare Games, una companyia d'impressió limitada que publica físicament jocs de Nintendo Switch. Es van posar a disposició 5.000 exemplars per encàrrec el març del 2018. Al Japó, la versió de Nintendo Switch de Human Fall Flat llançat per Teyon Japan, subsidiària de Teyon, va ser el tretzè joc més venut durant la seva primera setmana de llançament, amb 5241 còpies venudes.
Al febrer de 2021, el joc havia venut més de 25 milions de còpies; part d'aquestes vendes van incloure la popularitat del joc a la Xina durant el 2020 després del seu llançament allà a través de XD Inc i 505 Games, ja que el joc es va popularitzar durant la pandemia de la COVID-19.
A juliol de 2021, Human: Fall Flat havia venut més de 30 milions de còpies.

### Premios
| Any  | Premi                                             | Categoria         | Resultat  | Referència    |
| ---- | ------------------------------------------------- | ----------------- | --------- | ------------- |
| 2017 | Premis desenvolupadors                            | Nous Jocs IP      | Nominat   | [ 31 ] [ 32 ] |
| 2017 | Associació de desenvolupadors independents Premis | Casual/Social     | Nominat   | [ 33 ]        |
| 2018 | Premis Associació de desenvolupadors independents | Best Audio Design | Nominat   | [ 34 ] [ 35 ] |
| 2018 | Premis Associació de desenvolupadors independents | Millor Joc Casual | Guanyador | [ 34 ] [ 35 ] |